# Жуайёз, Гийом де
Виконт Гийом II де Жуайёз (фр. Guillaume II de Joyeuse; 1520, замок Жуайёз (Виваре) — январь 1592) — французский военный и государственный деятель, маршал Франции.

## Биография
Второй сын виконта Жана де Жуайёза и Франсуазы де Вуазен, баронессы д'Арк.
Предназначался для духовной карьеры и в 1541 году унаследовал от дяди, Гийома V де Жуайёза, епископство Але (как епископ именовался Гийомом VI). Так и не был посвящен в сан и рукоположен, и в 1554 году, после смерти старшего брата, убитого при обороне Теруана, покинул духовное сословие и начал военную и административную карьеру.
Сеньор де Сен-Дидье, Лодён, Пюивер и Ковиссак, член Государственного и Тайного советов, капитан пятидесяти тяжеловооруженных всадников, рыцарь ордена короля.
14 марта 1561 в Фонтенбло был временно назначен генеральным наместником Лангедока, после отставки Онора Савойского, графа де Виллара.
14 мая 1562 оказал помощь Тулузе, из которой кальвинисты хотели изгнать католиков, овладел Лепиньяном, взял Казуль, Линьян, Сервьян, Лезиньян, капитулировавший после второго штурма, и Монтаньяк, сдавшийся 17 июля. Разбил сеньора де Бодине, командовавшего кальвинистскими войсками на юге Франции, 20-го при Пезенасе, захватил его кавалерийский штандарт, восемь значков и убив пятьсот человек. 23-го Жуайёз и Бодине подписали соглашение, по условиям которого виконт занял город и цитадель Пезенаса, а также Сен-Тибери. Во исполнение трактата он потребовал у жителей Безье открыть ворота, но те отказались по приказу Бодине.
27 сентября разбил кальвинистов при Монпелье, а 1 октября устроил одному из заместителей Бодине засаду у Аренасса, перебив там восемьсот человек пехоты и триста кавалеристов. В тот же день осадил Обена, но туда доставили подкрепление из двухсот аркебузиров, и после четырех штурмов виконт снял осаду.
Командовал армией в Лангедоке в 1568 году, овладел замком Ла-Мот, 1 марта штурмом взял Морнас в Конта-Венессене, переправился через Рону и вернул под власть короля Лудён, Орсан, Треск и 24-го заставил капитулировать город Арамон. Д'Асье, не знавший о сдаче этой крепости, выступил ей на помощь. Виконт двинулся ему навстречу, встретил противника на равнине Монтрена, обратил в бегство кавалерию и уничтожил восемьсот пехотинцев. 4 декабря близ Лузиньяна в Пуату соединился с королевской армией под командованием герцога Анжуйского, которому привёл двести дворян и 4 тысячи пехотинцев.
Сражался во главе этих частей в 1569 году в битве при Жарнаке, и вернулся в Тулузу в конце июня. В 1570 году проделал кампанию под командованием маршала Дамвиля, участвовал во взятии Сен-Жиля 2 июня, мостовой башни и мельниц Люнеля и замка Бельгард, взятого приступом 8-го.
В 1573 году снова воевал под началом Дамвиля, участвовал во взятии замка Ковиссон, Лека, Монпеза, который виконт срыл, Сомьера, обложенного 11 февраля, выдержавшего четыре штурма и сдавшегося 9 апреля. Затем были подчинены Киссак и мост Бофор.
В 1575 году атаковал и захватил у группировки политиков в Верхнем Лангедоке Финьян, Мозак, 27 других городков и крепостей в окрестностях Тулузы, Франкавиля, Экупона, который сдался 7 мая. Летом продолжал военные действия, в середине августа осадил Караман, но был вынужден снять осаду после неудачного штурма, после чего с переменным успехом действовал в сентябре.
в 1577 году Дамвиль собрал католические силы против кальвинистов, осаждавших Монпелье. Жуайёз привел значительный отряд и участвовал в разгроме графа де Шатийона под стенами города 30 сентября. 4 октября виконт был снова назначен командующим в Верхнем Лангедоке.
Был пожалован в рыцари ордена Святого Духа при его учреждении 21 декабря 1578, но саму награду не получил.
30 января 1582 был произведен в маршалы Франции, на место умершего маршала Коссе. Обязан этой должности не столько своим военным заслугам, сколько влиянию своего сына Анна, бывшего главным фаворитом короля.
В 1584 году вступил в конфликт с маршалом Монморанси, противники начали военные действия, Жуайёз захватил у Монморанси Клермон-де-Лодев, Небьян, Сеснон. Король заставил их примириться, после чего объединенные войска было использованы против бригандов, опустошавших Лангедок.
Монморанси отказался подписывать Лигу в 1585 году, и Жуайёз 20 сентября стал губернатором Верхнего Лангедока от Тулузы до Нарбонна. В начале 1586 года овладел островом Бриску, в марте взял под контроль почти все крепости, подчинявшиеся Монморанси, осадил Монтескьё, капитулировавший 3 июля.
2 марта 1589 король утвердил Монморанси губернатором Лангедока, а герцог Майеннский со своей стороны назначил Гийома де Жуайёза губернатором и генеральным наместником этой провинции временным указом, данным в лагере перед Мелёном 8 июня.
В 1591 году осадил Каркассон. Монморанси провел диверсию, осадив Азийяне, и Жуайёз тотчас выступил на выручку крепости. Армии встретились близ Сессера. Сражение продолжалось три часа, Жуайёз отступил, и Азийяне сдался в тот же день. Вскоре после этого маршал умер.

## Семья
Жена (1560): Мари де Батарне (27.08.1539—24.07.1595), дочь Рене де Батарне, сеньора де Бушажа, и Изабо Савойской-Виллар
Дети:
- герцог Анн де Жуайёз (1561—20.10.1587), адмирал Франции. Жена (24.09.1581): Маргерит де Лоррен-Водемон (1564—1625), придворная дама Луизы Лотарингской, ее сестры
- герцог Франсуа де Жуайёз (24.06.1562—23.08.1615), кардинал, архиепископ Нарбоннский и Тулузский
- герцог Антуан-Сипьон де Жуайёз (1565—20.10.1592), мальтийский рыцарь, маршал Лиги
- герцог Анри де Жуайёз (21.09.1567—28.09.1608), маршал Франции. Жена (28.11.1581): Катрин де Ногаре де Ла-Валетт (ок. 1565—1587), придворная дама Луизы Лотарингской, дочь Жана де Ногаре де Ла-Валетта, генерального наместника Гиени, и Жанны де Сен-Лари де Бельгард
- Жорж де Жуайёз (1568/1569—16.04.1584). Умер в Париж от апоплексии. Жена (контракт 16.02.1583, брак не консуммирован): Клод де Мой (1572—3.11.1627), маркиза де Муй, графиня де Серни, дочь Шарля де Моя, маркиза де Муя, и Катрин де Сюзанн
- Клод де Жуайёз (1569—20.10.1587), сеньор де Сен-Совёр. Убит в битве при Кутра
- Онора де Жуайёз. Ум. ребенком